# Barrage d'Al-Wehda
Pour l’article homonyme, voir Barrage d'Al-Wehda (Maroc).
Le barrage d’al-Wehda est un barrage situé sur la rivière Yarmourk qui marque la frontière entre la Jordanie et la Syrie. Il a été inauguré en 2011 après sept ans de travaux.

## Histoire
Les plans de ce barrage ont été approuvés en 1986, bien que le projet remontait à 1953, mais n'avait pu être mis en œuvre faute de fonds et avait été reportée à maintes reprises.
Un accord pour sa construction avait finalement été signé entre la Syrie et la Jordanie en avril 2003.
En février 2004, le roi Abdallah II et le président Bachar al-Assad lancèrent les travaux de construction du barrage à la compagnie turque Ozaltin et financé par des prêts obtenus auprès du Fonds arabe pour le développement économique et social et du Fonds d'Abou Dhabi pour le développement. Selon le ministre jordanien de l'Eau Hazem Nasser, la Jordanie a payé la presque totalité de la facture du projet estimé à 66 millions de dinars (93 millions de dollars).

## Description
Haut de 110 mètres et long de 485 mètres, le volume du barrage représente 1 480 000 m3.
En amont, il constitue un lac de retenue d'une capacité de 115 000 000 m3.  
Le barrage a une capacité totale de 110 millions de m3 d'eau, dont 81 millions reviennent à la Jordanie qui, avec 92 % de territoire désertique, est l'un des dix pays du monde les plus pauvres en ressources en eau.
Selon Hazem Nasser : « Près de 50 millions de m3 seront utilisés pour l'eau potable à Amman, qui compte 1,5 million d'habitants et à Irbid, le reste sera destiné à l'irrigation », toute en ajoutant cependant que ce barrage ne résoudra pas les problèmes d'eau de la Jordanie, il réduira néanmoins de 10% le déficit en eau de la Jordanie qui est de 250 millions de m3.
Le barrage permet en outre de générer de l'électricité dont bénéficie la Syrie.